# Franco Escobar
Franco Nicolás Escobar (Rosario, 21 de febrero de 1995) es un futbolista argentino que juega como defensa lateral derecho en Houston Dynamo Football Club, de la Major League Soccer de los Estados Unidos.
Además de ser futbolista, es manager del equipo de deportes electrónicos WAP Esports.

## Carrera
Se inició en el Club Social y Deportivo Infantil Valencia de la ciudad de Rosario, para llegar a las divisiones menores de Newell's a la edad de 13 años.

### Newell's Old Boys
Debutó en el primer equipo de Newell's Old Boys el 7 de junio de 2015 bajo la dirección técnica de Carlos Picerni, en la derrota por 0-4 ante Boca en La Bombonera. Con la llegada de Lucas Bernardi a la dirección técnica, se afianzó como titular en el lateral derecho de la defensa, aunque su posición natural es la de primer marcador central. Alternó esas posiciones durante los primeros partidos de 2016, pero ya sin tanta continuidad. Fue expulsado en la derrota por 2-0 ante Rosario Central, en la segunda fecha del Campeonato 2016. 

### Atlanta United
El 8 de diciembre de 2017, se oficializó su llegada al Atlanta United de la mano de Gerardo Martino como entrenador. El equipo de Estados Unidos adquirió el 80 por ciento del pase del jugador, firmando un contrato por 3 temporadas. Escobar anotó goles importantes en los play offs de la MLS 2018, incluido el segundo gol de la Final de la Copa MLS. En Atlanta consiguió dos títulos: Copa MLS y U.S. Open Cup.

### Préstamo en Newell's Old Boys
El 9 de febrero de 2021, Escobar regresó al Newell's Old Boys en calidad de préstamo hasta el 1 de enero de 2022, para emigrar nuevamente a la MLS.

### Los Angeles Football Club
El 12 de diciembre de 2021, el club anunció que adquirió al defensor proveniente de Atlanta United a cambio de hasta $600,000 en dinero de asignación general (GAM), que incluye $250,000 en GAM en 2022. Atlanta podría recibir hasta $350,000 en GAM en 2023 si se cumplen ciertas métricas de desempeño, así como un porcentaje de una futura transferencia si Escobar se mueve fuera de la MLS.

## Estadísticas

### Clubes
Actualizado hasta su último partido disputado el 12 de julio de 2025.
| Club                                | Div.          | Temporada     | Liga  | Liga  | Liga   | Copas nacionales | Copas nacionales | Copas nacionales | Copas internacionales | Copas internacionales | Copas internacionales | Total | Total | Total  |
| Club                                | Div.          | Temporada     | Part. | Goles | Asist. | Part.            | Goles            | Asist.           | Part.                 | Goles                 | Asist.                | Part. | Goles | Asist. |
| ----------------------------------- | ------------- | ------------- | ----- | ----- | ------ | ---------------- | ---------------- | ---------------- | --------------------- | --------------------- | --------------------- | ----- | ----- | ------ |
| C. A. Newell's Old Boys Argentina   | 1.ª           | 2015          | 15    | 0     | 0      | —                | —                | —                | —                     | —                     | —                     | 15    | 0     | 0      |
| C. A. Newell's Old Boys Argentina   | 1.ª           | 2016          | 6     | 0     | 0      | —                | —                | —                | —                     | —                     | —                     | 6     | 0     | 0      |
| C. A. Newell's Old Boys Argentina   | 1.ª           | 2016-17       | 12    | 0     | 0      | 1                | 0                | 0                | —                     | —                     | —                     | 13    | 0     | 0      |
| C. A. Newell's Old Boys Argentina   | 1.ª           | 2017-18       | 1     | 0     | 0      | —                | —                | —                | —                     | —                     | —                     | 1     | 0     | 0      |
| C. A. Newell's Old Boys Argentina   | 1.ª           | 2021          | 7     | 0     | 0      | —                | —                | —                | —                     | —                     | —                     | 7     | 0     | 0      |
| C. A. Newell's Old Boys Argentina   | Total Club    | Total Club    | 41    | 0     | 0      | 1                | 0                | 0                | 0                     | 0                     | 0                     | 42    | 0     | 0      |
| Atlanta United F. C. Estados Unidos | 1.ª           | 2018          | 27    | 3     | 2      | 1                | 0                | 0                | —                     | —                     | —                     | 28    | 3     | 2      |
| Atlanta United F. C. Estados Unidos | 1.ª           | 2019          | 28    | 2     | 2      | 5                | 0                | 1                | —                     | —                     | —                     | 33    | 2     | 3      |
| Atlanta United F. C. Estados Unidos | 1.ª           | 2020          | 16    | 0     | 1      | —                | —                | —                | 3                     | 0                     | 0                     | 19    | 0     | 1      |
| Atlanta United F. C. Estados Unidos | Total Club    | Total Club    | 71    | 5     | 5      | 6                | 0                | 1                | 3                     | 0                     | 0                     | 80    | 5     | 6      |
| Los Angeles F. C. Estados Unidos    | 1.ª           | 2022          | 20    | 1     | 1      | 2                | 0                | 1                | —                     | —                     | —                     | 22    | 1     | 2      |
| Los Angeles F. C. Estados Unidos    | Total Club    | Total Club    | 20    | 1     | 1      | 2                | 0                | 1                | 0                     | 0                     | 0                     | 22    | 1     | 2      |
| Houston Dynamo F. C. Estados Unidos | 1.ª           | 2023          | 33    | 3     | 0      | 4                | 0                | 0                | 4                     | 0                     | 0                     | 41    | 3     | 0      |
| Houston Dynamo F. C. Estados Unidos | 1.ª           | 2024          | 26    | 2     | 1      | —                | —                | —                | 6                     | 0                     | 1                     | 32    | 2     | 2      |
| Houston Dynamo F. C. Estados Unidos | 1.ª           | 2025          | 20    | 2     | 2      | 2                | 0                | 1                | —                     | —                     | —                     | 22    | 2     | 3      |
| Houston Dynamo F. C. Estados Unidos | Total Club    | Total Club    | 79    | 7     | 3      | 6                | 0                | 1                | 10                    | 0                     | 1                     | 95    | 7     | 5      |
| Total carrera                       | Total carrera | Total carrera | 211   | 13    | 9      | 15               | 0                | 3                | 13                    | 0                     | 1                     | 239   | 13    | 13     |
| 1. 2.                               |               |               |       |       |        |                  |                  |                  |                       |                       |                       |       |       |        |

## Palmarés

### Títulos nacionales
| Título                 | Club                 | País           | Año  |
| ---------------------- | -------------------- | -------------- | ---- |
| Copa MLS               | Atlanta United F. C. | Estados Unidos | 2018 |
| U.S. Open Cup          | Atlanta United F. C. | Estados Unidos | 2019 |
| MLS Supporters' Shield | Los Angeles F. C.    | Estados Unidos | 2022 |
| Copa MLS               | Los Angeles F. C.    | Estados Unidos | 2022 |
| U.S. Open Cup          | Houston Dynamo F. C. | Estados Unidos | 2023 |